# Geocapromys ingrahami
Espèce
Statut de conservation UICN

 VU D2 : Vulnérable
Le Hutia d'Ingraham (Geocapromys ingrahami)  ou Rat d'Ingraham est un rongeur de la famille des Capromyidés. C'est un animal endémique des Bahamas dont l'espèce est menacé (VU).
L'espèce a été décrite pour la première fois en 1891 par le zoologiste américain Joel Asaph Allen (1838-1921).